# Lago Mälaren
Mälaren (  pronúncia), Mälare ou Malar é o terceiro maior lago da Suécia, após o Vänern e o Vättern. 
Tem uma área de cerca de 1074 km², com um comprimento máximo de 120 km e uma largura máxima de 65 km. A sua profundidade média é de 13 m e a profundidade máxima 66 metros. 
Estende-se por uma zona de planícies desde Köping na Västmanland até Estocolmo entre a Uppland e a Södermanland, onde as suas águas saem para o Mar Báltico através da correnteza de Norrström. Tem uma linha costeira recortada por inúmeras enseadas, fiordes, estreitos, e mais de 8 000 ilhas, ilhotas e recifes. Uma das suas enseadas chega quase a Uppsala. As suas maiores ilhas são Selaön, Färingsö, Ekerön, Tosterön e Adelsö. 
Situado entre as províncias da Uppland, Södermanland e Västmanland, é uma importante via de comunicação, dando acesso ao mar Báltico. A sua bacia hidrográfica tem uns 22 600 km², abrangendo mais de 10 rios - entre os quais Arboga, Kolbäck, Firis e Esquilstuna. Banha as cidades de Estocolmo, Uppsala, Enköping, Västerås, Köping, Eskilstuna, Strängnäs e Södertälje. Constitui o depósito de água de consumo de uns 2 milhões de habitantes da região.

Até ao século XII, era um golfo do mar Báltico, mas a elevação sucessiva de terras deu-lhe o carácter atual de lago com ligação ao mar.
As suas águas estão 70 cm acima do nível do mar Báltico, sendo escoadas para esse mar pelas correntes de Norrström e Söderström através de Estocolmo, e ainda pelo canal de Södertälje.
O tráfego de navios para as cidades de Västerås e Köping é feito através do canal de Södertälje e da passagem de Hammarbyleden.

## Etimologia
O topônimo Mälaren deriva possivelmente de Mælir, em sueco antigo, significando lago com cascalho e pedras nas margens. O termo está registado desde o século XIV como Mæle e Mælir.
Em textos em português costuma ser usada a forma original Mälaren, e ocasionalmente a adaptação tipográfica Malaren.

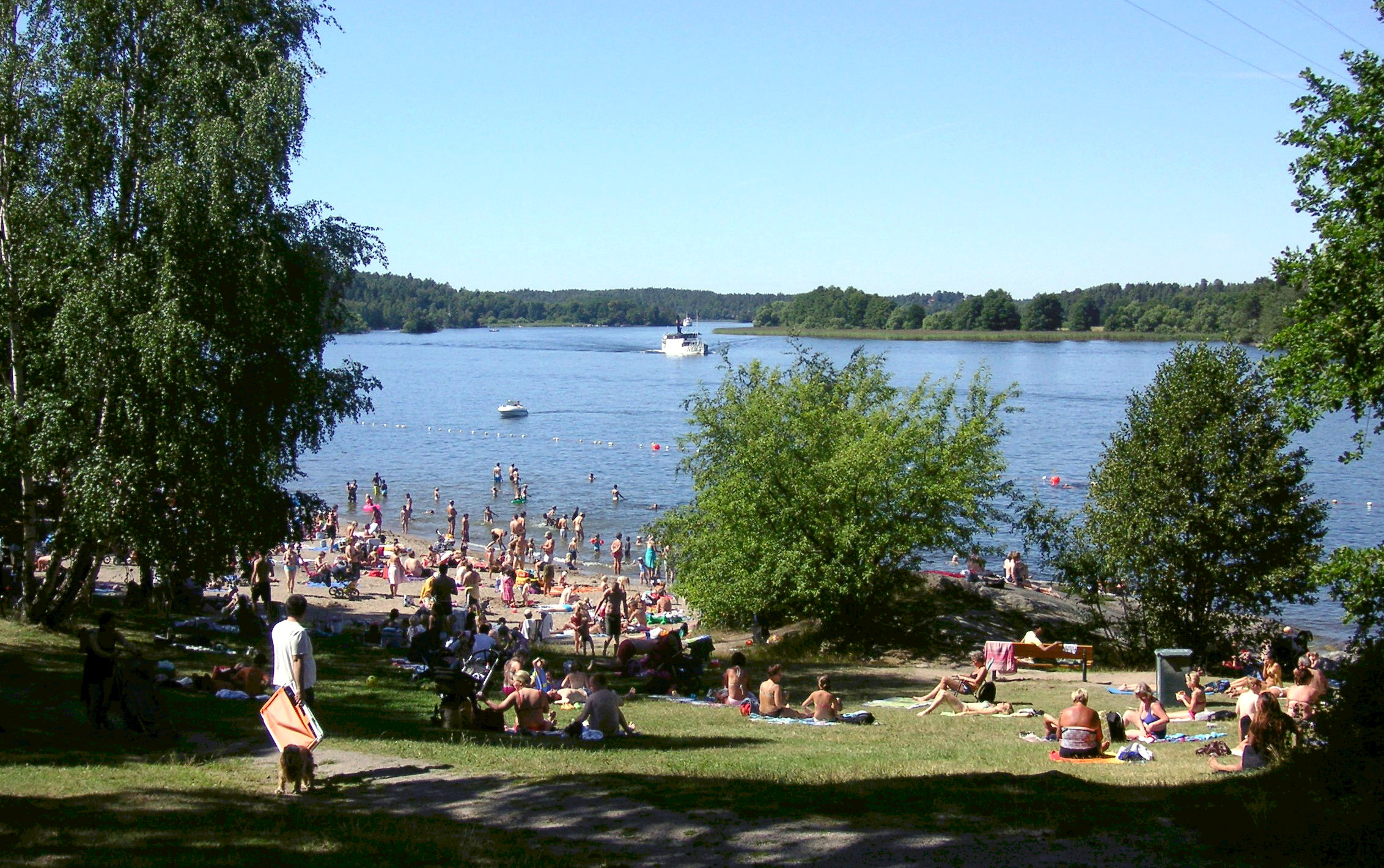
O Mälaren em Mälarhöjdsbadet
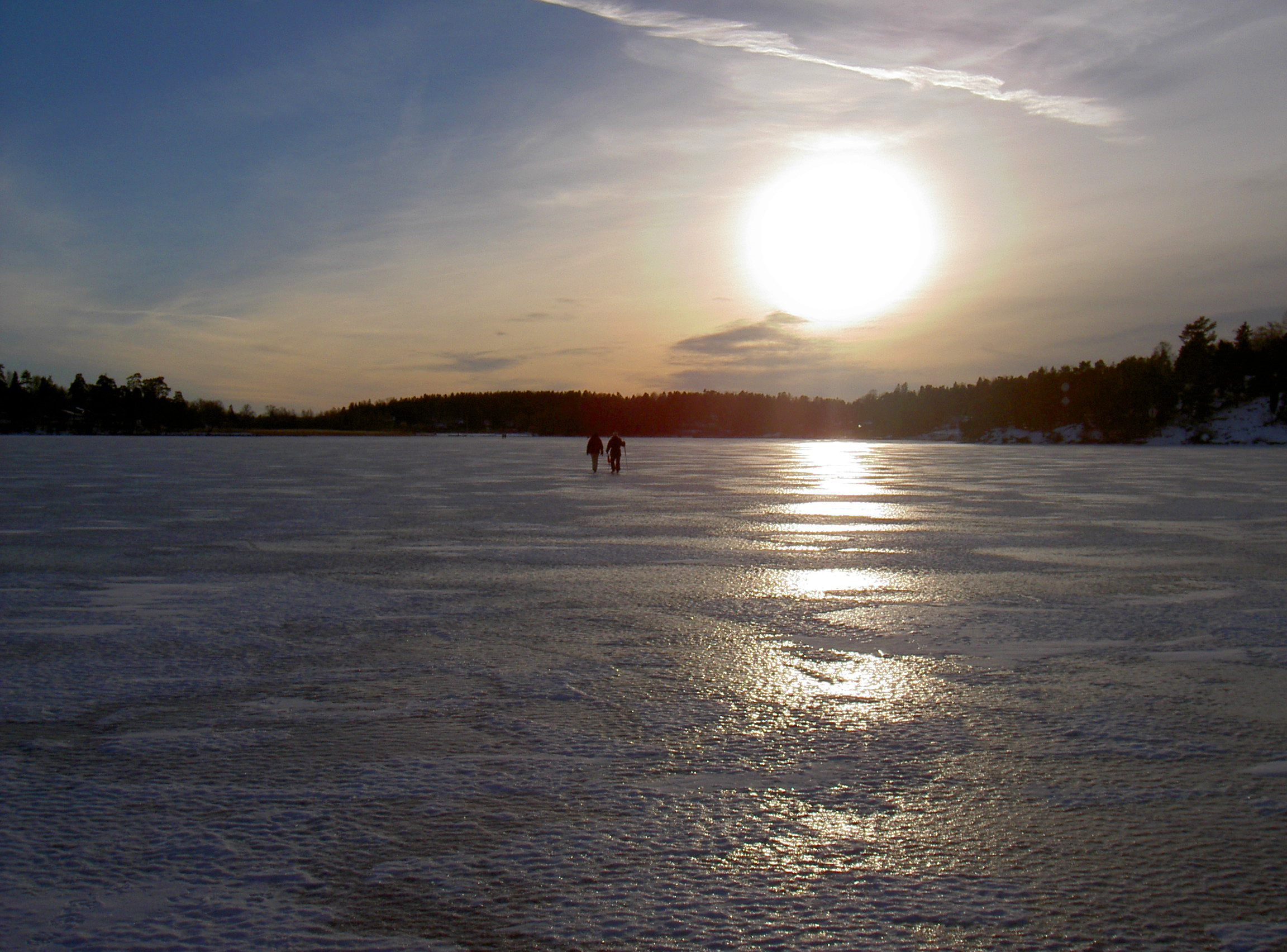
O Mälaren coberto de gelo no inverno em Mälbyviken